# (48495) Рюгадо
(48495) Рюгадо (лат. Ryugado) — это типичный астероид главного пояса, который был открыт 16 января 1993 года японским астрономом Цутому Сэки в астрономической обсерватории Гэйсэй и назван в честь одной из трёх крупнейших известковых пещер в Японии, находящейся в префектуре Коти.

Орбита астероида Рюгадо и его положение в Солнечной системе